# Editorial L'Oronella
L'Oronella és una editorial valenciana fundada en 1995 en la Ciutat de València per Felip Bens i Carrión. Publica els seus llibres en la normativa secessionista del valencià. El 2014, l'editor ven l'editorial a l'associació sense ànim de lucre Foment de les Lletres Valencianes.

## Història
L'Oronella naix en 1995, quan una sèrie de gent provinent del sector nacionaliste i progressiste vinculat a les Normes del Puig decidix crear una editorial per a modernitzar el món cultural valencià des d'una òptica de renovació estètica i diàleg amb altres sensibilitats valencianistes. Segons dades de 2004, L'Oronella ha sigut l'editorial que més llibres per any ha publicat seguint les normes del Puig de la RACV, normativa usada pels sectors que defenen que el valencià i el català són llengües diferents. En 2004, amb a soles 9 anys d'existència, era la segona editorial amb major nombre absolut de publicacions seguint estes normes, a soles per darrere de Lo Rat Penat.
En 2003, i mentre la RACV meditava si introduir o no els accents en les normes del Puig, l'editorial fon pionera en avançar-se a la decisió i començar a publicar llibres en les normes del Puig amb accents, que finalment serien introduïdes en juliol d'aquell any. Per aquelles dates, L'Oronella publicava el 70% de la producció escrita en la normativa secessionista, i justificà la seua decisió com a mostra de rebuig al fet que certes organitzacions (com el Grup d'Acció Valencianista) hagueren pressionat a la RACV per a retardar la introducció d'accents.
L'editorial, vinculada en el seu moment als Poblats Marítims de València, publicà en 2007 l'obra Houses from El Cabanyal, un catàleg de cases i habitatges d'eixe districte, algunes de les quals estaven amenaçades per diferents plans urbanístics. En 2013 reedità el llibre amb noves fotografies, realitzades per Germán Caballero. Entre les dues edicions 28 cases es pergueren, i 42 continuen amenaçades pels plans urbanístics.
També va destacar esta editorial pel seu esforç en publicar llibres dedicats al Llevant UE. D'entre l'extensa bibliografia que L'Oronella ha dedicat a l'equip granota, destaca Historia del Llevant UD, una monografia en quatre volums que suma un total de 3.212 pàgines, 2.000 fotografies i el treball de 40 col·laboradors, que fan que esta obra siga la publicació més extensa que mai s'ha dedicat a cap equip de futbol.
Pel que fa a publicacions periòdiques, la primera revista que publicà l'editorial ha sigut Lletraferit, publicació que fon la més longeva que mai s'haja escrit seguint les normes del Puig. La revista desaparegué el 2008, i el 2012 fou represa per Felip Bens amb nous editors i amb els textos en valencià normatiu.